# EdgeHTML
EdgeHTML是由微軟發展並用於Microsoft Edge的專有排版引擎。該排版引擎是Trident的一個分支，但EdgeHTML移除所有舊版Internet Explorer遺留下來的程式碼，並重寫主要的程式碼以和其他現代瀏覽器的設計精神互通有無。EdgeHTML的渲染引擎，首次出現於Windows 10預覽版9926號中Internet Explorer 11的實驗選項；其主要排版引擎則用於Microsoft Edge。
《AnandTech》曾經針對Windows 10最新預覽版的EdgeHTML進行評價，發現其基準表現超越Trident；尤其是JavaScript引擎表現已經達到Google Chrome的標準水平。其他如WebGL API的表現也比Google Chrome與Mozilla Firefox好。
2018年12月，微軟發表聲明Edge將會重新以Chromium為基礎建置瀏覽器， 表示之後將會使用Blink排版引擎，並終止EdgeHTML的開發。這代表微軟結束21年來開發並擁有自家引擎的傳統。

### 引用
1. ↑  Hachamovitch, Dean, , Microsoft, 2007-12-14  [2015-08-17], （原始内容存档于2011-08-25）
2. ↑  . Neowin.   [2015-08-17]. （原始内容存档于2015-12-16）.
3. ↑  Rubino, Daniel. . Windows Central. 2015-01-25  [2015-01-29]. （原始内容存档于2015-01-27）.
4. ↑  Brett Howse. . anandtech.com.   [2015-08-17]. （原始内容存档于2016-03-06）.
5. ↑  . WinBuzzer.   [9 February 2015]. （原始内容存档于2015-02-10）.
6. ↑  . Microsoft Edge Team. 6 December 2018  [8 December 2018]. （原始内容存档于2020-04-08）.

### 補充
- Weber, Jason. . IEBlog. Microsoft. 22 January 2015  [2015-08-17]. （原始内容存档于2015-01-22）.